# Астрейко, Владимир Тимофеевич
Владимир Тимофеевич Астрейко (род. 18 сентября 1930, г. Любань — 2008 год) — звеньевой колхоза «Беларусь» Любанского района Минской области, Белорусская ССР. Герой Социалистического Труда (1973).
С 1946 года — тракторист Любанской МТС, с 1954 года — шофёр, с 1955 года — тракторист, с 1970 года — звеньевой механизированного звена по выращиванию картофеля колхоза «Беларусь» Любанского района.
Указом Президиума Верховного Совета СССР от 12 декабря 1973 года за успехи в производстве и заготовке картофеля был удостоен звания Героя Социалистического Труда с вручением ордена Ленина и золотой медали «Серп и Молот».
Депутат Верховного Совета БССР в 1975—1980 года.
Скончался в 2008 году.